# Berdeniella alemannica
Berdeniella alemannica és una espècie d'insecte dípter pertanyent a la família dels psicòdids que es troba a Europa: l'oest d'Alemanya.